# Coștangalia, Cimișlia
Coștangalia este un sat din cadrul comunei Ecaterinovca din raionul Cimișlia Republica Moldova.

## Demografie

### Structura etnică
Structura etnică a localității conform recensământului populației din 2004:
| Grup etnic                    | Populație | % Procentaj |
| ----------------------------- | --------- | ----------- |
| Băștinași declarați Moldoveni | 763       | 98,32%      |
| Ucraineni                     | 8         | 1,03%       |
| Găgăuzi                       | 2         | 0,26%       |
| Bulgari                       | 2         | 0,26%       |
| Ruși                          | 1         | 0,13%       |
| Total                         | 776       |             |